# Сухостой

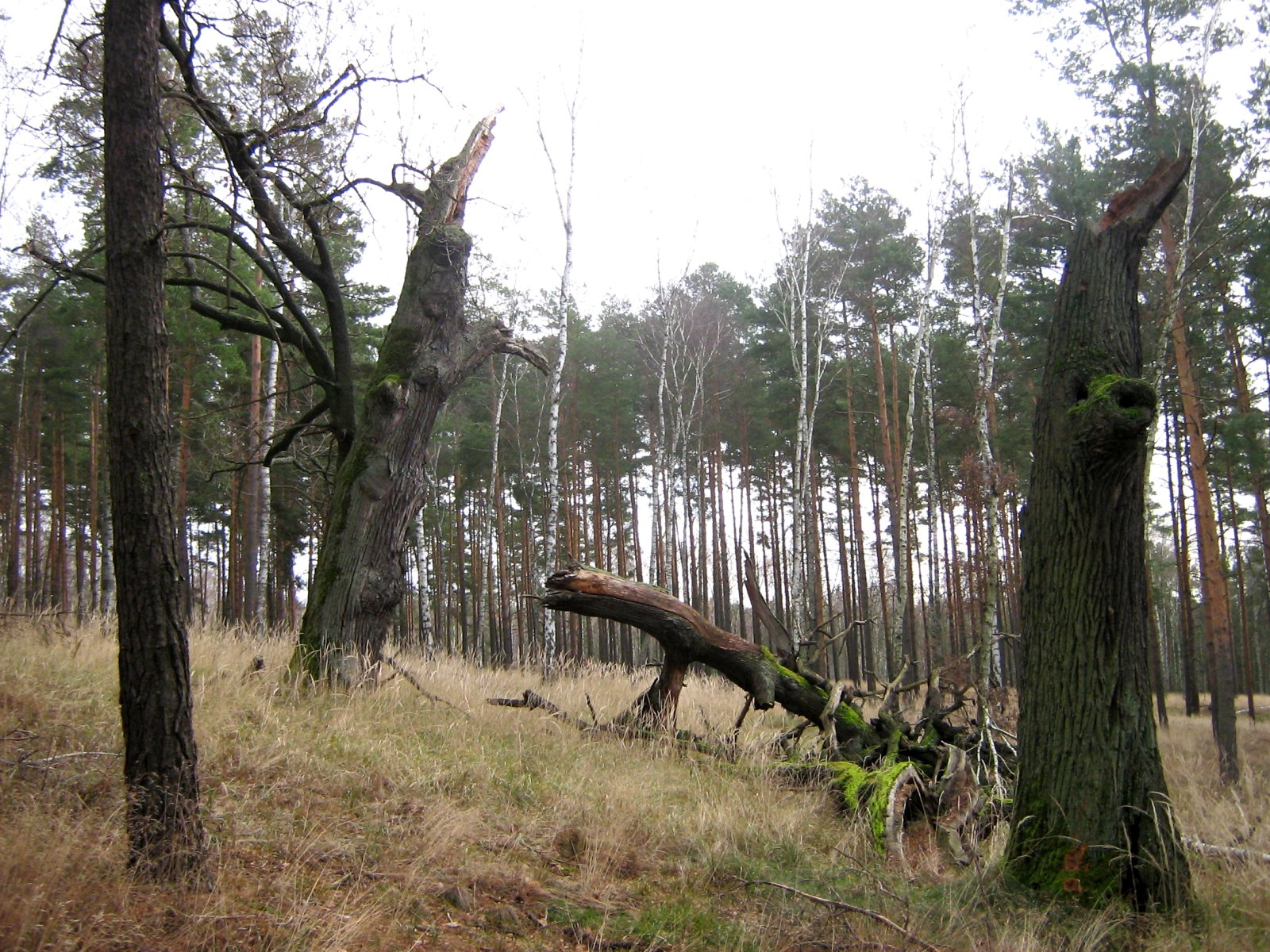
Сухостой в германском лесу

Сухосто́й — усохшие, стоящие на корню деревья. 

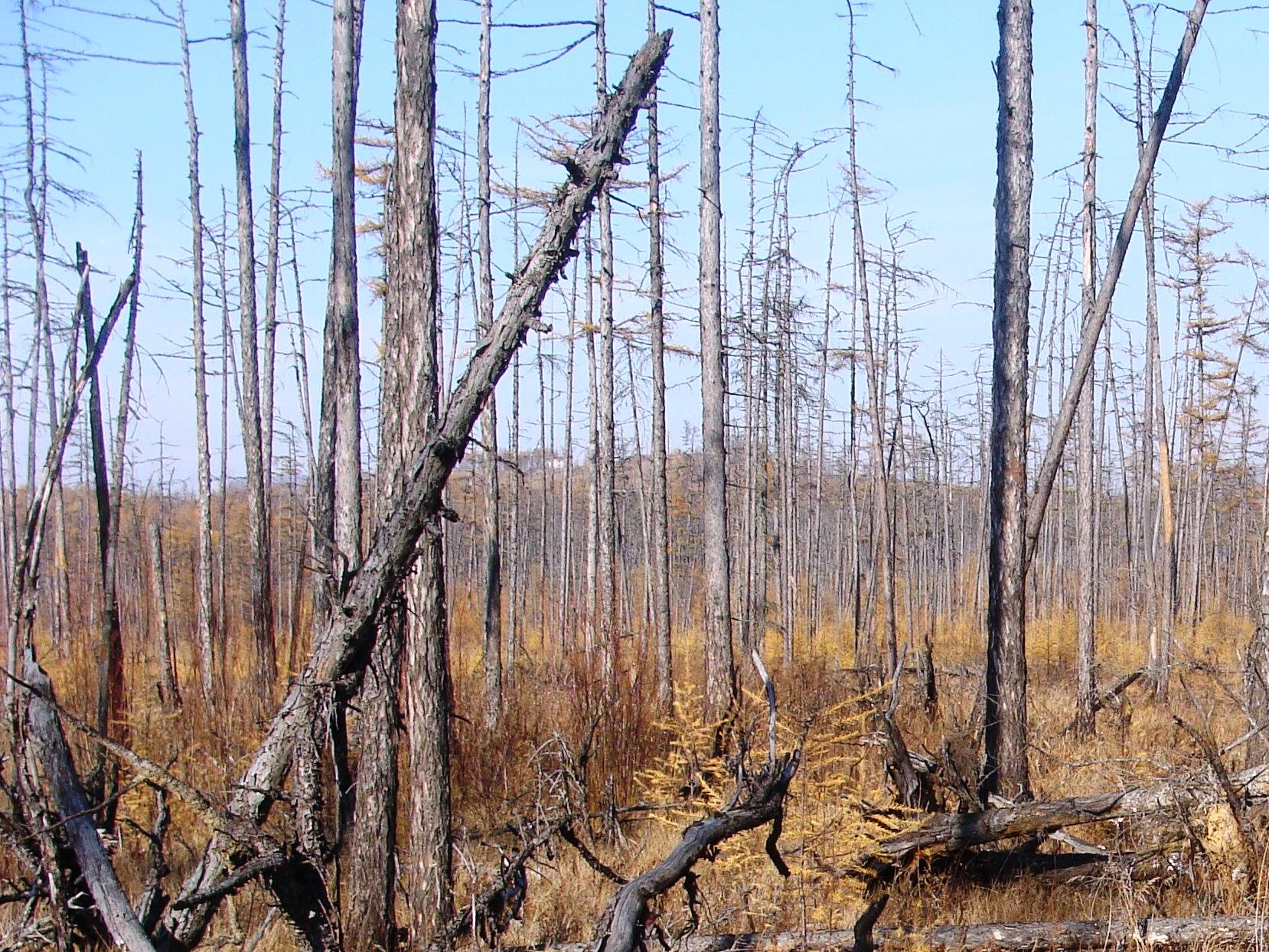
Горелый лиственничный лес

Сухостой может быть в виде одиночных деревьев или групп, бывают случаи усыхания целых лесных массивов. Причины усыхания деревьев: предельный возраст растений (естественная старость), засуха, понижение уровня грунтовых вод, заболачивание, морозы, заморозки, солнечные ожоги, уплотнение почвы при неправильной пастьбе скота в лесу, лесные пожары, кислотные дожди, массовое распространение вредных насекомых и грибных болезней. Сухостой наблюдается у деревьев хвойных древесных пород, деревья же лиственных пород, испытавшие подобное повреждение, продолжают иногда весьма долго расти, зеленеть, в то время как их древесина более или менее быстро, в зависимости от её прочности, загнивает и разрушается, обусловливая образование дупла; внешним образом такое медленное разрушение дерева лиственной породы часто выражается в засыхании вершины, так называемой суховершинности. У поражённых чем-либо хвойных деревьев засыхание ветвей также начинается обыкновенно с вершины, но в то же лето, или на следующее, засыхает и всё остальное, так что дерево становится сухостоем.  Для предупреждения образования сухостоя рекомендуются мероприятия: систематический уход за насаждениями, санитарные рубки, своевременная рубка перестойных или значительно повреждённых древостоев, осушение заболоченных земель, ликвидация очагов размножения вредных насекомых и распространения болезней деревьев и другое.
В результате засухи 2010 года и последовавшей за ней массового размножения короеда-типографа в Центральной России наблюдалось массовая гибель елей. Такие мертвые деревья порой образовывали целые массивы, требовавшие сплошных вырубок. Мертвые ели обычно стоят высохшие на корню несколько лет, после чего падают из-за сгнивания корней или переламывания подгнившего ствола. Такие ели представляют собой хорошее сырье для получения дров благодаря сухости древесины.